# Коппер-Маунтин (Британская Колумбия)
Коппер-Маунтин (англ. Copper Mountain) — был важным посёлком (Company town) по добыче медной руды. Расположен в округе Симилкамин (Британская Колумбия, Канада), южнее города Принстон.